# Gaugamélai csata
A gaugamélai csata i. e. 331. október 1-jén a mai Moszul és Erbíl (az ókori Arba-Ilú, később Arbéla) között fekvő település mellett zajlott. A leginkább Nagy Sándor néven ismeretes III. Alexandrosz vezette görög csapatok a számbeli fölényben lévő, III. Dárajavaus (görögösen: Dareiosz) vezette perzsákkal ütköztek meg. Ez a csata a makedón uralkodó leghíresebb ütközete, melyben döntő csapást mért az Óperzsa Birodalomra.
A szemben álló felek közül az egyik a legkorszerűbb taktikát, stratégiát és fegyverzetet alkalmazó hadsereg volt, míg a másik avítt fegyverzetet és taktikát alkalmazott. Mindezek mellett III. Alexandrosz csak igen szerencsés körülmények együttes fennállása miatt nyerhette meg ezt a csatát, amelyet a mai hadtörténészek harcászati mesterműként emlegetnek.

## Előzmények
I. e. 334-ben III. Alexandrosz negyvenezer gyalogosból és hétezer lovasból álló seregével átkelt a Dardanellákon, hogy Kis-Ázsiában is megdöntse a perzsák uralmát. A granikoszi és az isszoszi csatában a perzsák vereséget szenvedtek. III. Dareiosz perzsa nagykirály a hódítók elől kénytelen volt Mezopotámiába, a Folyamközbe visszavonulni. A makedón király azonban nem vette üldözőbe, hanem elsőként az Óperzsa (Akhaimenida) Birodalom peremterületeit szakította le. Héthónapos ostrom után elfoglalta Türoszt, így egész Fönícia és Szíria az uralma alá került. Egyiptomba ellenállás nélkül vonulhatott be, mivel az egyiptomiak felszabadítóként fogadták.
Alexandrosz nem elégedett meg ennyivel: csapataival átkelt a Folyamközbe. Mialatt ő Föníciában és Egyiptomban időzött, Dareiosz hatalmas hadsereget toborzott birodalmának minden szegletéből. Az ókori források egyike-másika a perzsák létszámát egymillió főre teszi. Ez az Óperzsa Birodalom erőforrásait és a hadseregek ellátásának lehetőségeit ismerve nagy túlzás, mindent összevetve a nagykirály valószínűsíthetően harmincezer lovassal, ötvenhatezer gyalogossal, kétszáz harci szekérrel és tizenöt harci elefánttal rendelkezett, ami még így is majdnem kétszerese volt a hellének létszámának. Ez volt a nagykirály által valaha kiállított legnagyobb méretű sereg. 
Parmenión, Alexandrosz legtekintélyesebb sztratégosza megpróbálta visszavonulásra bírni Alexandroszt, ő azonban hajthatatlan volt. A Folyamközben az ellenség Gaugaméla (más források szerint Arbéla) falu közelében várta (Babilontól 440 km-re Északra).
Dareiosz a mindent eldöntő ütközet előtt üzenet küldött  Alexandrosznak, amelyben az Eufrátesztől nyugatra eső területeket, tízezer talentum aranyat és egyik lánya kezét, valamint azt ajánlotta fel, hogy Alexandroszt magával egyenrangú nagykirálynak ismeri el, cserébe csak családjának az isszoszi csatában fogságba eső, és még mindig görög fogságban lévő tagjai szabadon bocsátását kérte. Miután az üzenetet meghallották a makedón hadvezérek, Parmenión így szólt: ”Ha én Alexandrosz volnék, elfogadnám”. Alexandrosz így válaszolt: ”Ha Parmenión volnék, én is”. Ez az eset már jelezte az Alexandrosz és az idősebb katonák között később elmérgesedő ellentéteket.
A korabeli beszámolók szerint a csata előestéjét holdfogyatkozás zavarta meg, amit a perzsák rossz előjelnek tekintettek.

## A szemben álló felek

### A perzsák
A perzsák seregének magvát a halhatatlanok egységei alkották. Tízezer főnyi "elitnek" vélt katona, ám erre az időre többségük inkább azzal volt elfoglalva, hogy harci ruháját minél több drágakő díszítse, mintsem bármilyen kiképzést kapott volna. Kétségkívül készek voltak meghalni uralkodójukért, de megfelelő kiképzés híján harcértékük korántsem volt kiemelkedőnek mondható. Sem Forrókapu  mellett, sem Plataiainál nem vehették fel a versenyt a hoplitákkal, még kevésbé Gaugamélánál a falanxban támadó makedón harcosokkal és a szariszával.
A lovasság tagjai a nemesek közül kerültek ki Bésszosz és Mazaiosz parancsnoksága alatt. A vegyes etnikai hátterű perzsa gyalogság legütőképesebb része a görög zsoldoshadtest volt, de már ők sem voltak olyan sokan, mint az első ütközetekben. A görög hopliták többsége nem pusztán a pénz miatt szolgálta III. Dareioszt, hanem uralmát Hellász egésze fölé kiterjesztő Makedónia ellen szálltak hadba. Fegyelmezettek és harcedzettek voltak, de felszerelésük már elavult volt, ugyanis a makedón-görögök jobb lándzsákat használtak, és korszerűbb taktikát követtek.
Dareiosz a harci elefántok bevetéséhez is nagy reményt fűzött, amiket külön erre az alkalomra hozatott Indiából. Azokkal együtt a mai Pakisztán és India területéről is nagyszámú, elsősorban lovas zsoldos érkezett. Zsoldosokat szereztek még Baktria és Közép-Ázsia vidékeiről is, sőt a kaukázusi Ibériából és Albániából való katonák is voltak a nagykirály seregében. Kétszáz harci szekerét a tengelyre szerelt pengékkel látta el, ami nemcsak elvágta, de szét is zúzta a gyalogosok lábát.

### A görögök
A hellén sereg gerincét a falanxban felállított nehéz fegyverzetű hoplitagyalogság alkotta. Ezek az egységek 4,3-5,5 méter hosszú dárdával, az úgynevezett szariszával voltak felfegyverezve: ezzel az élő dárdaerdővel valósággal letiporhatták a gyenge felszereléssel ellátott perzsa gyalogosokat. A gyalogság szárnyait Alexandrosz jól kiképzett és felszerelt lovassága védte, köztük a személyes kíséretét adó hetairoszok. Mivel a hosszú dárdák alkalmatlanok voltak a közelharcra, ezt a feladatot a pajzzsal és karddal küzdő, erősen páncélozott hüpaszpisztészek látták el. Továbbá a gerellyel, parittyával, illetve íjjal felszerelt könnyű fegyverzetű peltasztészek harcoltak támogató szerepkörben, akiknek feladata az ellenséges hadrend csata előtti megbontása volt. 
Az Alexandrosz által alkalmazott harcmodort még atyja, II. Philipposz dolgozta ki, amit aztán fia a Thébaiban tanultak alapján tökéletesített. Ennek alapja az volt, hogy a falanx a szemben álló erőket feltartóztatja, miközben a lovasság oldalba, vagy hátba támadja az ellenséget. A gyalogság volt az üllő, és a támadás miatt oda szorult ellenségre sújtott rá a kalapács, vagyis a harci méneken nehézpáncélzatban vágtázó lovasság. Ezzel az üllő-kalapács taktikával voltak képesek a makedónok a harctereket uralni. A gaugamelai csatában azonban a perzsa sereg létszáma miatt Alexandrosz nem vállalkozott hasonló taktikára, hanem más módot választott a perzsa vonalak megtöréséhez. Tisztában volt ugyanis azzal, hogy Dareiosz elsődleges taktikai célja a számbeli fölényre alapozott bekerítés lesz.

## A csata lefolyása

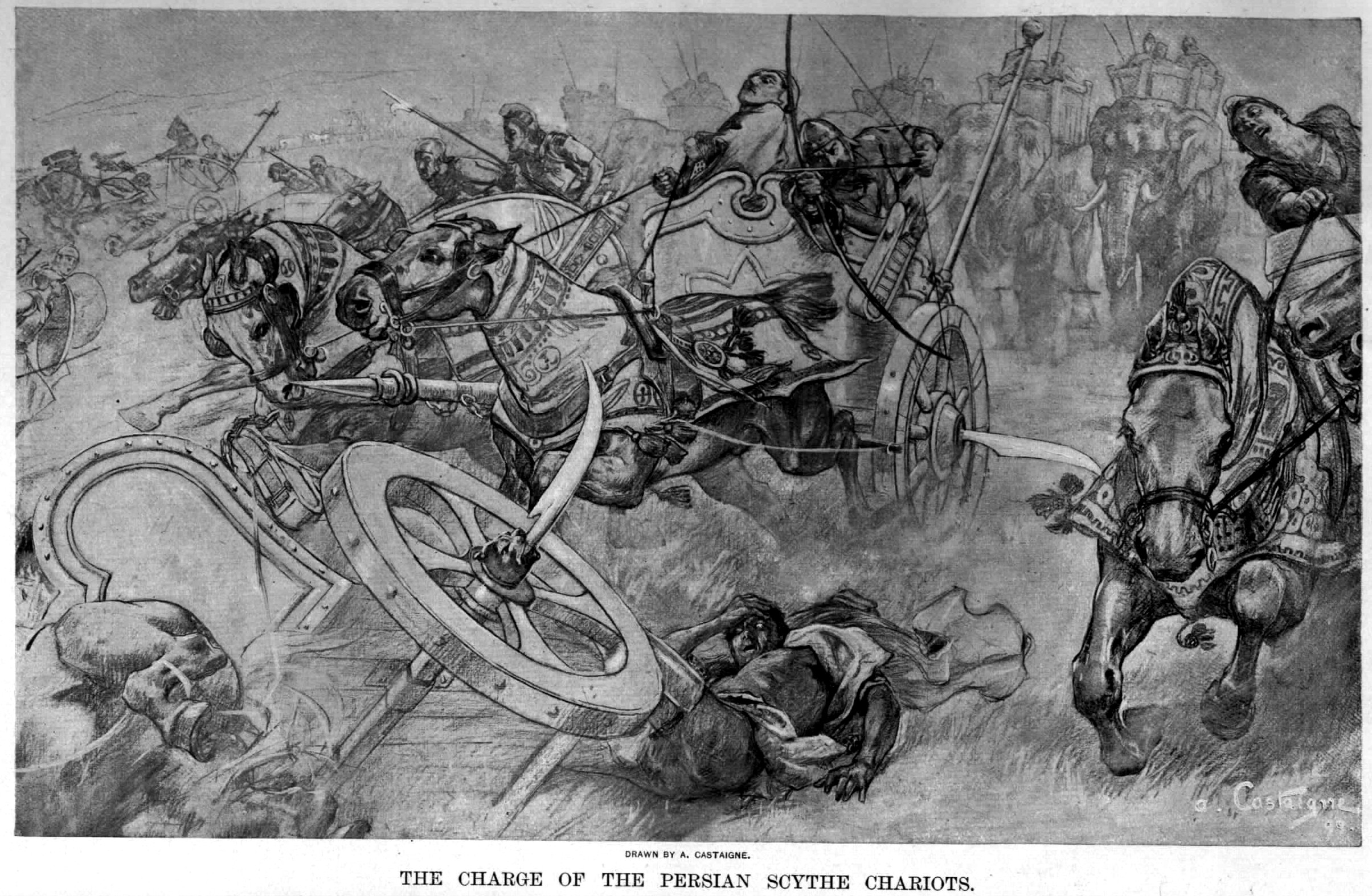
Az egyik döntő mozzanat művészi ábrázolása: a perzsa hadiszekerek legyőzése, Andre Castaigne (1898-1899) rajzán

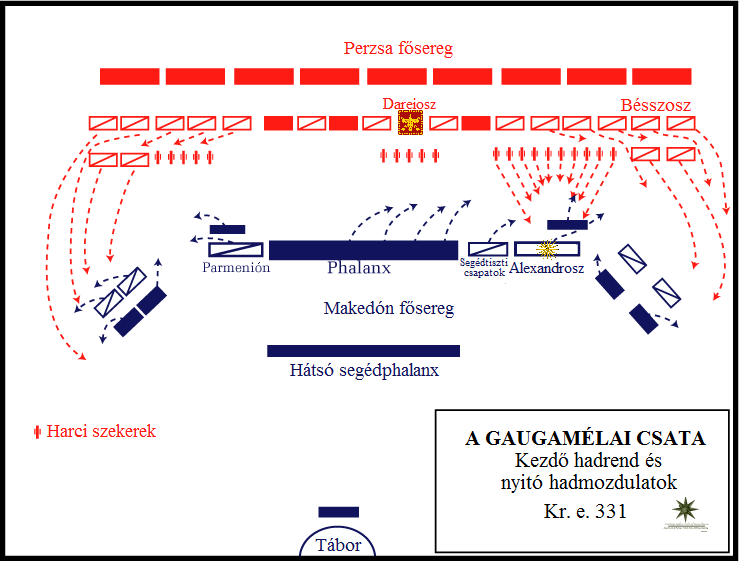
A szemben álló felek hadrendje a csata kezdetén a nyitó hadmozdulatokkal

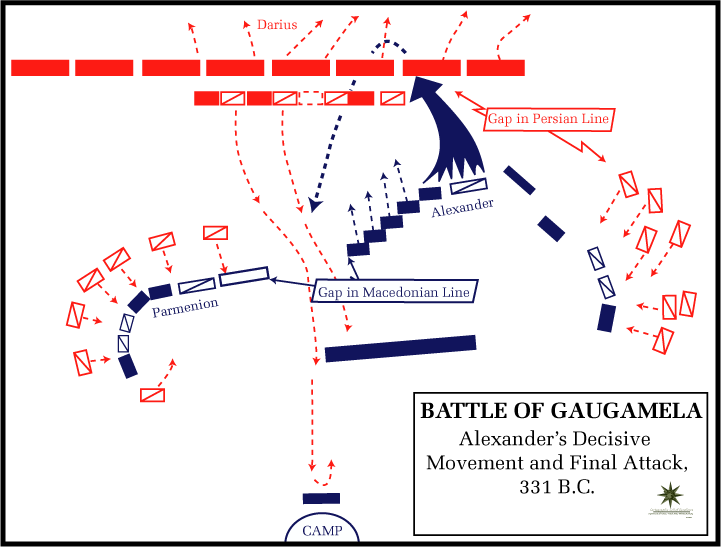
A csata lefolyása

Dareiosz azért választotta a Tigris és a Nagy-Záb folyó összefolyása közelében fekvő síkságot – amely nincs messze a hajdani asszír főváros, Ninive (a mai Erbil) romjaitól –, mert alkalmasnak látszott arra, hogy kihasználja a lovasságát és harci szekereit a görög szárnyak lerohanásához (ez a terület az Alexandszosz útvonalától legtávolabbra eső még nagyjából sík felület). A terepet is előkészíttette (elegyengette), hogy a szekerek akadálymentesen haladhassanak. A perzsák létszáma felülmúlta a hellénekét, így azok az arcvonalukat sem tudták a perzsákéval megegyező hosszúságúra megnyújtani. Dareiosz előnybe került azzal is, hogy ismerte a görög sereg elsődleges taktikai célját: saját személyének elfogását vagy meggyilkolását. Erre építette saját haditervét.
Alexandrosszal szemben a legtöbb makedón tábornok – köztük a király legjobb barátai is – a túlerő ismeretében kételkedett a győzelem lehetőségében. Parmenión teljesen újszerű módon éjszakai csatát javasolt, amit a vezérkar nem fogadott el. Alexandrosz a jól bevált, gyermekkori neveltetésének helyszínéről, Thébaiból származó taktikával állt elő. Serege centrumába a falanxot állította tizenhatsoros mélységben.
A balszárnyra Parmenion vezetésével csupán néhány ezred falanxot és szövetséges görög-trák csapatokat állította: az ő feladatuk volt feltartani a balszárnyon rohamozó perzsa lovasságot és gyalogságot, amíg Alexandrosz a jobb oldalon sikeresen előrenyomulhat támadó alakulataival. A makedónok a balszárnyat éppen ezért védekező balnak szokták hívni, míg a támadó jobb oldalon sorakoztak fel Alexandrosz ütőképesebb egységei, a hetairosz lovasság és a tapasztaltabb gyalogos katonák. 
Az ütközet megkezdése után a makedón király hetairosz lovasságát jobbra irányította, mellettük gyors mozgású, könnyű fegyverzetű és páncélzat nélküli, gyalogos peltasztészek vonultak. Hogy Alexandrosz ne vehesse körbe a csatamezőt, Dareiosz csapatokat küldött utána, élükön Bésszosszal. A Bésszosz vezette perzsa lovasság azonban nem volt más, mint Dareiosz haderejének központi része, a királyt védő mag, így a perzsa hadrendben rés támadt. A két sereg egyre közelebb került egymáshoz a makedón jobb szárnyon, de a döntő pillanatban Alexandrosz lovassága élén kitért Bésszosz csapata elől, majd ahhoz a réshez vágtázott, ami a perzsa vonalakban keletkezett. A résen át egyenesen a perzsa nagykirály testőrsége ellen rohamozó makedón lovasságot Bésszosz katonái már nem tudták megfékezni, hiszen az Alexandrosszal vonuló peltasztészek útjukat állták, ami elől nem tudtak kitérni, és kénytelenek voltak harcba bonyolódni velük.
Az ifjú makedón hódító előtt szabaddá vált az út, hogy személyesen kerítse kézre vagy ölje meg ellenségét. Ezzel az egész háború sorsát eldönthette volna. Középen mindeközben a görög center gázolt át Dareiosz gyalogságán. A perzsa erők nem tudták feltartóztatni az ádázul küzdő helléneket, s végső megingásukat saját királyuk menekülése okozta. Ahogy egyre nyilvánvalóbb lett a perzsa csapatok veresége, Dareiosz – cserben hagyva saját seregét és tábornokait – elhagyta a csatateret.
A jobb szárnyon teljes győzelmet arató görögök mégsem vehették üldözőbe Dareioszt és a futásnak eredt perzsa sereget, mert a  Parmenión vezette balszárnyat teljesen lerohanták, és kis híján felőrölték, úgy mint az isszoszi ütközetben. Ráadásul a győzelem hitében lévő perzsa csapatok már a görög tábort is megtámadták. Ezzel a bekerítés veszélye fenyegette a hellén sereget, annak ellenére, hogy Dareiosz már elhagyta az ütközet helyszínét. Alexandrosz válaszút elé került: vagy üldözőbe veszi Dareioszt, és végleg leszámol ellenségével (amivel kockáztatta volna a teljes hadseregét), vagy megmenti seregének nagy részét a teljes pusztulástól, és hagyja ismét elmenekülni a nagykirályt. Az utóbbi mellett döntött. 
Parmenión az utolsó pillanatig kitartott, és Alexandrosz segítségével a balszárnyon is sikerült megfutamítani a perzsa hadakat. Így elmondható, a hellének fényes győzelmet arattak, miután teljesen szétverték a létszámukat messze meghaladó perzsa főerőket.
Az ókori leírások szerint a görögök alig veszítettek négyezer embert. A perzsák vesztesége nem számosítható, de körülbelül 60-80%-ra becsülhető. Ez a katonai vereség azt jelentette, hogy az Akhaimenida-dinasztia csillaga végleg leáldozott.

## A csata hatása
Az ütközet után Babilon városa, a Perzsa Birodalom egyik uralkodói székhelye ellenállás nélkül nyitotta meg kapuit Alexandrosz előtt, ahova az fényes diadalmenet közepette vonult be serege élén. A perzsák elismerték új nagykirályuknak, cserébe meghagyta őket javaikban és a magas rangúakat sem mozdította el, ha azok meghódoltak előtte.
Hamarosan az Óperzsa Birodalom többi része is behódolt, így a többi főváros, mint például Szúza és Perszepolisz is. Ugyanakkor évekig tartó állóháború alakult ki a birodalom északkeleti területein, ahol az immár lázadó Bésszosz igyekezett a saját hatalmát megerősíteni és Perzsia maradékát megmenteni. Támogatóival egyetértésben magát perzsa királlyá koronáztatta, miután egykori urát, III. Dareioszt megölte. Alexandrosz – megadva a végtisztességet egykori ellenségének – Babilonban királyi temetésben részesítette, míg Bésszoszt i.e. 329-ben Ekbatanában nagy nyilvánosság előtt keresztre feszíttette. Ezután már senki nem volt, aki kétségbe vonta a hatalmát és jogosságát a perzsa nagykirályi címre. Az Akhaimenida-dinasztia uralmának megdöntésével Alexandrosz véget vetett az Óperzsa Birodalom fennállásának.